# Guiomar Madalena de Sá e Vilhena
Guiomar Madalena de Sá Vasconcelos Bettencourt Machado e Vilhena (Funchal, maio de 1705 – 1789), conhecida como a “ilustríssima senhora”, foi uma fidalga madeirense que, no século XVIII, e em resultado de circunstâncias várias, se veio a tornar uma das mais importantes figuras da sociedade e negócios da Ilha.

## Biografia
Era filha do morgado Francisco Luís Vasconcelos Bettencourt (1681-1741) e de sua mulher Mariana Inês de Vilhena (c. 1680-1755), e o estatuto privilegiado dos pais pode aferir-se, por exemplo, pelo facto de os seus padrinhos de batismo terem sido o bispo do Funchal, José de Sousa de Castelo-Branco (1654-1740) e Maria de Almeida, a mulher do então governador da Madeira Duarte Sodré Pereira “que assistiu ao batismo como seu procurador, e como tal assinou”.
Sendo uma de vários irmãos, o destino deles veio a condicionar o seu, na medida em que os dois mais velhos - Inês Antónia Maria Xavier Vilhena e Francisco José de Vasconcelos - não se puderam apresentar para gerir as propriedades da família. Inês, porque se tornou freira professa no convento da Esperança, em Lisboa, e Francisco porque faleceu prematuramente (1702-1723) e sem descendência. Dos mais novos, duas irmãs casariam com importantes morgados da Madeira, outra morreu muito jovem, e o irmão, João José de Vasconcelos Bettencourt (1715-1766), apesar de se ter casado duas vezes, acabaria por falecer sem filhos, e antes da própria Guiomar. Este fortuito conjunto de circunstâncias veio, assim, transformar Guiomar numa herdeira riquíssima, senhora de 48 capelas vinculadas, para além de outras vastas propriedades rurais e urbanas.
Tendo recebido uma educação que lhe tornou possível o assumir da gestão de um tão vasto património, Guiomar contou, ainda, com a ajuda de José João de Sá, um seu meio tio-avô, padre e mulato, que apesar de filho de uma escrava, se formou em Coimbra. Bem assessorada, Guiomar que, a partir de 1766, ficou à frente dos negócios da família, conseguiu aumentar os bens, acrescentando-lhes mais navios e outras propriedades, demonstrando ser possuidora de um notável espírito empreendedor.
Dona de diversas embarcações, Guiomar era responsável pela exportação de mais de 50% de todo o vinho que saía da Madeira e se destinava, sobretudo, ao Oriente. A dimensão do seu império encontra-se por ela referida num requerimento que, em 1784, endereçou a Lisboa com queixas do juiz e dos oficiais da alfândega, e no qual se intitulava “proprietária da maior casa comercial do Funchal” .
A necessidade de aumentar a supervisão direta sobre os movimentos de navios no porto levou-a a trocar aquela que era a sua residência no Funchal – um prédio grande na rua do Castanheiro, por um outro imóvel, hoje sede da Presidência do Governo Regional, alcandorado sobre a baía e em cujo logradouro se situa o chamado “mirante de D. Guiomar”, pequena construção em que se abrigava quando se encontrava a observar os navios que entravam e saíam.
Para além deste importante papel como mulher de negócios, Guiomar também se distinguiu na presidência da Confraria de S. José, de carpinteiros e pedreiros, e pela qual passavam grandes quantias de dinheiro, cujas atas assinava (ao contrário do que tinham feito o pai e o irmão que a antecederam no cargo), com uma caligrafia bonita e firme, sinal da sua esmerada educação.
Em 1772, contudo, Guiomar deixou de poder contar com o auxílio do padre João José de Sá que, por se ter desentendido gravemente com o governador, o iluminista João António de Sá Pereira, acabou por ser desterrado para o norte da Ilha de onde ninguém o conseguiu retirar, apesar das muitas diligências que nesse sentido foram feitas até pela própria Guiomar. Privada do seu braço direito, a morgada fê-lo substituir por outro padre, Manuel de Jesus, com quem continuou a administrar os bens que, no entanto, e em parte como resultado da alteração da conjuntura internacional que afetava os mercados consumidores de vinho da Madeira, se viam onerados por dívidas progressivamente maiores.
Após o falecimento de Guiomar, em 1789, e como consequência da deterioração que já se vinha a fazer sentir no universo dos negócios, a casa comercial abriu rapidamente falência. Os bens imóveis, porém, passaram na quase totalidade para o sobrinho, João de Carvalhal Esmeraldo que, após entregar alguns prédios para satisfazer a dívida, ainda assim acabou por permanecer como um dos maiores proprietários da Ilha, pois às 48 propriedades vinculadas que recebeu da tia ainda juntou 31 vínculos que lhe vieram do lado paterno.